# Aleksandr Grachowski
Aleksandr Adamowicz Grachowski (ros. Александр Адамович Граховский, ur. 6 marca 1938 we wsi Dubrowa w obwodzie homelskim, zm. 22 lipca 1991 w Homlu) – radziecki działacz partyjny i państwowy.
1959-1970 pracownik gospodarki obwodu homelskiego, 1968 ukończył Białoruską Akademię Rolniczą, od 1962 członek KPZR. Od 1970 funkcjonariusz partyjny, od 1 kwietnia 1985 do listopada 1989 przewodniczący Komitetu Wykonawczego Homelskiej Rady Obwodowej, od 28 października 1989 do 22 lipca 1991 I sekretarz Komitetu Obwodowego KPB w Homlu. 1990-1991 członek KC KPZR, deputowany ludowy ZSRR. Odznaczony Orderem Lenina.